# Харинская (Шатурский район)
Ха́ринская — деревня в Шатурском муниципальном районе Московской области. Входит в состав Кривандинского сельского поселения. Население — 58 чел. (2013).

## Расположение
Деревня Харинская расположена в центральной части Шатурского района, расстояние до МКАД порядка 135 км. Высота над уровнем моря 122 м.

## Название
В письменных источниках деревня упоминается как Харинская.
Название связано с некалендарным личным именем Харя.

## История
Впервые упоминается в писцовой Владимирской книге В. Кропоткина 1637—1648 гг. как деревня Харинская Туголесской волости Владимирского уезда. Деревня принадлежала Ирине Павловой.
Последними владельцами деревни перед отменой крепостного права были Елизавета Ивановна Повалишина, Любовь Алексеевна Цветкова и Варвара Николаевна Андрушкевич.
После отмены крепостного права деревня вошла в состав Лузгаринской волости.
После Октябрьской революции 1917 года был образован Харинский сельсовет в составе Лузгаринской волости Егорьевского уезда Рязанской губернии. В сельсовет входила только одна деревня Харинская.
В 1926 году Харинский сельсовет был упразднён, а деревня Харинская вошла в состав Алексино-Туголесского сельсовета. В ходе реформы административно-территориального деления СССР в 1929 году деревня Харинская в составе Алексино-Туголесского сельсовета передана в Шатурский район Орехово-Зуевского округа Московской области.
В 1972 году Алексино-Туголесский сельсовет был переименован в Лузгаринский.

## Население
| 1859 | 1868 | 1885 | 1905 | 1926 | 1931 |
| ---- | ---- | ---- | ---- | ---- | ---- |
| 254  | ↘251 | ↗321 | ↗378 | ↘334 | ↗541 |
| 1970 | 1993 | 2002 | 2006 | 2010 | 2011 |
| ↘78  | ↘21  | ↗22  | ↗32  | ↗50  | ↗58  |
| 2013 |      |      |      |      |      |
| →58  |      |      |      |      |      |